# Oseja
Oseja ist ein nordspanischer Ort und eine Gemeinde (municipio) mit 44 Einwohnern (Stand: 2024) im Westen der Provinz Saragossa in der Autonomen Region Aragonien. Der Ort gehört zur bevölkerungsarmen Serranía Celtibérica. 

## Lage und Klima
Oseja liegt etwa 77 km (Fahrtstrecke) westlich der Provinzhauptstadt Saragossa in einer Höhe von ca. 825 m. Das Klima ist gemäßigt bis warm; Regen (ca. 447 mm/Jahr) fällt mit Ausnahme der eher trockenen Sommermonate übers Jahr verteilt.

## Bevölkerungsentwicklung
| Jahr      | 1970 | 1981 | 1991 | 2001 | 2011 | 2021 |
| Einwohner | 104  | 19   | 30   | 49   | 54   | 45   |

## Sehenswürdigkeiten
- Magdalenenkirche
- Rathaus